# شهرستان سویپینگ
شهرستان سویپینگ (به لاتین: Suiping County) یک شهرستان‌های جمهوری خلق چین در چین است که در ژومادیان واقع شده‌است.